# Payakumbuh
Payakumbuh är en stad på västra Sumatra i Indonesien. Den ligger i provinsen Sumatera Barat och har cirka 135 000 invånare.